# Высокая Буда (Смоленская область)
Высо́кая Бу́да — деревня в Смоленской области России, в Хиславичском районе. Входит в состав Печерского сельского поселения. Население — 3 жителя (2007 год).
Расположена в юго-западной части области в 16,5 км к югу от Хиславичей, в 16 км к востоку от границы с Беларусью, в 3 км к западу от автодороги Хиславичи — Шумячи.

## История
Название произошло от слова Буда — в прошлом предприятие по производству поташа, расположенное в лесу.
В 2004—2018 годах деревня входила в состав Микшинского сельского поселения. В связи с упразднением поселения законом Смоленской области № 174-з от 20 декабря 2018 года включена в состав Печерского сельского поселения.